# 2019年日本賽馬
2019年日本賽馬（日語：2019年の日本競馬），是2019年（平成31年/令和元年）日本賽馬界發生的重大事件及各項賽事的記錄。

## 重大事件概要

### 中央競馬

#### 女騎師減磅制度變更
為擴大女騎師的策騎機會，日本中央競馬會由3月1日開始增加女騎師的減磅數。見習騎師女騎師於一般賽事中可獲得4公斤的減磅，達成第51場頭馬後則為3公斤的減磅。此外，為配合此減磅制度，平地賽事公開賽的最低負磅更改為48公斤，其他則為49公斤。

#### 賽事制度改革
日本中央競馬會宣佈引入表列賽，作為公開賽及分級賽之間的銜接，並選擇了63場賽事作為對象。而為了增加賽事的辨識度及關注度，由米子錦標開始，表列賽出賽馬的馬布將會由原先的黑底白字更改為黑底黃字。
此外，日本中央競馬會亦對班賽制度作出改革，由夏季賽事開始所有條件戰將會更改為捷馬戰。500萬獎金以下對標一捷馬、1000萬獎金以下對標兩捷馬、1600萬獎金以下對標三捷馬。同時，日本中央競馬會亦宣佈由本年度開始，秋季賽事將不會舉行3歲未勝利戰。

#### 分級賽主要變更
東海錦標改於1月下旬舉行。

## 時間表

### 1月-3月
- 1月6日 - 騎師田邊裕信出戰中山競馬場第2場賽事，達成第10000場出賽，亦為第38位達成此數字的騎師[1]。
- 1月7日 - 練馬師角居勝彥復牌。
- 1月8日 - 隸屬水澤競馬場的騎師木村直輝轉籍高知。
- 1月9日 - 上年度制霸春秋短途賽的「鐵杵成針」退役。
- 1月10日 - 2013年日本泥地打吡冠軍「翠綠晶石」退役。
- 1月11日 - 上年度維多利亞一哩賽冠軍「子夜白光」退役[2]。
- 1月12日 - 「Mikki Position」勝出成田特別，「大震撼」子嗣達成第1800場頭馬，亦為第2位達成此成就的種馬，更為最快的達成者[3]。
- 1月13日 - 2014年富士錦標冠軍「善得福」退役。
- 1月14日 - 騎師秋山真一郎出戰紅梅錦標，達成第12000場出賽，亦為第27位達成此數字的騎師[4]。
- 1月20日 - 「Coeur et Sakura」勝出中京競馬場第7場賽事，「曼城茶座」子嗣達成第1100場頭馬，亦為第14匹達成此成就的種馬。
- 1月23日 - 2016年函館紀念冠軍「米蘭」退役。同日，TCK女王盃出現爆冷，「括號連贏」的1226.3倍賠率打破大井記錄。另外，岩手縣競馬組合因應上年度不斷出現的禁藥風波正式香岩手縣警提出刑事告訴，但未有透露嫌疑人身份。
- 1月24日 - 上年度寶塚紀念冠軍「覓奇火箭」退役[5]。
- 1月25日 - 日本中央競馬會因大雪取消京都競馬場的晚間早盤投注。同日，2017年女帝盃及TCK女王盃冠軍「One millionth」退役[6]。
- 1月26日 - 日本中央競馬會因大雪取消京都競馬場的晚間早盤投注。同日，佐賀競馬場因大雪取消第11場及之後的賽事[7]。
- 1月27日 - 中京競馬場因為大雪導致的賽駒運輸延誤而推遲第1至9場賽事的舉行時間。
- 1月30日 - 2014年京都新聞盃冠軍「萩野動力」退役。
- 1月31日 - 騎師森下博勝出多摩川公開賽，以63歲8個月27日之齡打破日本頭馬騎師最高齡記錄。
- 2月3日 - 騎師佐原秀泰出戰高知競馬場第2場賽事，達成第10000場地方賽事出賽。
- 2月7日 - 2016年日本泥地打吡冠軍「Kyoei Gere」退役。
- 2月8日 - 日本中央競馬會因大雪取消東京競馬場的晚間早盤投注[8]。同日，騎師石崎隆之宣佈將於3月下旬掛鞭。
- 2月9日 - 東京競馬場因大雪將賽事推遲至2月11日舉行，日本中央競馬會亦因同樣原因繼續取消東京競馬場的晚間早盤投注[9]。
- 2月10日 - 東京競馬場因大雪推遲第1至8場賽事的舉行時間，日本中央競馬會亦因同樣原因繼續取消東京競馬場的晚間早盤投注。同日，「Hokusho Umasaru」勝出帶廣競馬場第9場賽事，達成19連勝，打破輓馬賽事的記錄[10]。
- 2月12日 - 日本中央競馬會公佈騎師複試的個通過，共有8名騎師合格，當中包括競馬學校的7名畢業生及以澳洲為基地的日籍騎師藤井勘一郎[11]。
- 2月14日 - 騎師小山裕也掛鞭。
- 2月16日 - 藤澤和雄派出「Arusha」出戰京都牝馬錦標，達成第1033場分級賽出賽，打破中央記錄[12]。同日，「Hokusho Umasaru」勝出帶廣競馬場第11場賽事，達成20連勝，刷新由自身保持的輓馬賽事連勝記錄。
- 2月17日 - 騎師藤田菜七子策騎「活蹦雀躍」出戰二月錦標，為首位出戰一級賽的女騎師，最終其座騎取得第五。同日，兩勝輓馬一級賽的「Kisara Kiku」退役[13]。
- 2月19日 - 隸屬高知競馬場的騎師松木大地轉籍園田競馬場。
- 2月20日 - 2017年櫻花賞冠軍「實搏女王」及上年度愛知盃冠軍「實搏無涯」退役[14][15]。
- 2月23日 - 正於加拿大進行遠征的騎師阿部龍勝出雷恩馬場第1場賽事，達成個人首場海外勝利。
- 2月24日 - 「WIN5」僅得1注獨中，4億7180萬9030日圓的派彩打破記錄。同日，「勝出光采」勝出中山紀念，「黃金旅程」子嗣達成第100場中央分級賽頭馬，亦為第5匹達成此成就的種馬[16]。
- 2月28日 - 2016年紫苑錦標冠軍「鹿女俠」退役。8名練馬師伊藤正德、栗田博憲、柴田政人、谷原義明、沖芳夫、坂口正則、中村均及松元茂樹退役。同日，騎師岡部誠於名古屋競馬場取得8場頭馬，打破地方競馬記錄。
- 3月1日 - 上年度日本育馬場盃短途賽冠軍「優美躍步」及2015年水星盃冠軍「Eurobeat」退役[17][18]。
- 3月3日 - 「WIN5」無人押中，約4億6500萬日圓的派彩撥入下週。
- 3月4日 - 大井競馬場第10場賽事出現爆冷，「位置Q」的912.4倍賠率打破大井記錄。
- 3月7日 - 福島牝馬錦標冠軍「雪姬」退役[19]。
- 3月10日 - 高知競馬場第6場賽事中，其中1匹賽駒的閘門未能正常打開，縱然4秒後成功開啟，但仍然雖然重新入閘，而賽駒的騎師岡村卓彌生則因「未有使用閘內緊急開閘按鈕」而被警告。
- 3月13日 - 2017年維多利亞一哩賽冠軍「領銜女角」退役。
- 3月15日 - 2016年新潟兩歲錦標冠軍「Vous Etes Jolie」及本年度愛知盃冠軍「眨眼間」退役[20][21]。
- 3月18日 - 地方競馬全國協會宣布2020年的日本育馬場盃經典賽將於大井競馬場舉行，同時於門別競馬場泥地1800米跑道設立供2歲馬角逐的日本育馬場盃兩歲優駿[22][23]。
- 3月20日 - 2017年兵庫青年大獎賽冠軍「Hayabusa Maca O」轉籍地方。
- 3月21日 - 2017年女皇伊利沙伯二世盃冠軍「魔族之鳥」因肌腱炎退役。
- 3月26日 - 隸屬園田競馬場的騎師松本剛志轉籍笠松。
- 3月28日 - 上年度三月錦標冠軍「Centurion」轉籍地地方，2012年每日盃兩歲錦標冠軍「閃電快駒」退役。
- 3月29日 - 2015年短途馬錦標冠軍「瑞草祥龍」退役。同日，騎師工藤篤掛鞭[24]。
- 3月30日 - 杜拜世界盃賽馬日於阿聯酋美丹馬場舉行，出戰高多芬一哩賽的「信子之夢」取得第十、出戰阿聯酋打吡的「羅浮宮」取得殿軍、出戰出戰杜拜金莎軒錦標的「馬泰領空」取得亞軍、出戰杜拜草地大賽的「杏目」、「強擊」及「迪雅卓」分別取得冠軍、亞軍及殿軍、出戰杜拜司馬經典賽的「高尚駿逸」、「文雅之士」及「金之霸」分別取得亞軍、季軍及第六。
- 3月31日 - 騎師赤嶺亮及北野壹哉掛鞭，赤嶺將會成為練馬師，練馬師鷹尾雄治退役。同日，佐賀競馬場第10場賽事出現爆冷，「單T」的3744.7倍及「三重彩」的177173.3倍賠率均打破佐賀記錄。

### 4月-6月
- 4月1日 - 殿堂馬匹「伏特加」因後腳兩蹄出現蹄葉炎而被處以安樂死。
- 4月6日 - 由於殿堂馬「伏特加」之死亡，日本中央競馬會決定將本日舉行的新西蘭盃、阪神牝馬錦標及吾妻小富士賞加上「伏特加追悼競走」的副標題。
- 4月9日 - 名古屋競馬場第2場賽事出現爆冷，「三重彩」的50233.0倍賠率打破名古屋記錄。
- 4月10日 - 兩勝一級賽的「強擊」及四勝分級賽的「豹俠女」退役。
- 4月13日 - 「長山之馬」勝出中山跳欄大賽，成為首匹四連霸同一場中央一級賽的賽駒。
- 4月17日 - 三勝分級賽的「天麗光輝」退役[25]。
- 4月19日 - 上年度中山大障礙冠軍「Nihonpiro Baron」退役。
- 4月20日 - 兩勝新潟跳欄錦標的「Taisei Dream」退役[26]。
- 4月21日 - 「野田優驥」勝出讀賣盃，「大震撼」子嗣達成第200場分級賽優勝，亦為第2匹達成此成就的種馬[27]。
- 4月24日 - 上年度TCK女王盃冠軍「Missing Link」轉籍地方[28]。
- 4月26日 - 上年度中山牝馬錦標冠軍「Kawakita Enka」退役。同日，關東地方公營競馬協議會展開聆訊，指出3名練馬師佐佐木仁、岡林光浩及涉谷信博所僱傭的馬伕曾於網絡上進行投注，此行為違反《競馬法》第29條，雖然協議會最終未有展開刑事行動，但仍然以監管不力為由處罰3名練馬師停薪20日。
- 4月27日 - 騎師和田龍二策騎「杏濃酒」出戰青葉賞，達成第17000場出賽，亦為第9位達成此數字的騎師。
- 28日 - 冠軍賽馬日於香港沙田馬場舉行，出戰主席短途獎的「純美化身」取得第六、出戰女皇盃的「勝出光采」、「雍容白荷」及「迪雅卓」分別取得冠軍、季軍及第六。
- 4月29日 - 帶廣競馬場第1場賽事出現爆冷，「三重彩」的28441.0倍賠率打破帶廣記錄[29]。
- 5月1日 - 浦和競馬場第9場賽事出現爆冷，「單T」的5638.3倍及「三重彩」的82795.5倍打破浦和記錄。
- 5月2日 - 2017年札幌兩歲錦標冠軍「Rock This Town」退役
- 5月4日 - 東京競馬場因天氣急劇惡化而取消第10及12場次賽事，第11場賽事即主角錦標則推遲之5月12日舉行。同日，「怡樂赤駿」勝出京都新聞盃，「夏威夷王」子嗣達成第1800場頭馬，亦為第3匹達成此成就的種馬[30]。另外，騎師柴田善臣及武豐分別勝出新潟競馬場第2場及京都競馬場第6場賽事，兩人均達成在昭和、平成及令和時代都取得頭馬的成就。
- 5月8日 - 兩勝一級賽的「信子之夢」轉籍地方。
- 5月9日 - 日本中央競馬會表示4月28日於京都競馬場出戰的1匹賽駒對禁制藥物消炎藥呈現陽性反應，按規定為保障賽駒安全，復用消炎藥過後的短時間不能出賽，練馬師石坂正因疏忽管理被罰款30萬日圓[31]。
- 5月13日 - 神奈川縣競馬組合宣佈，因所屬騎師瀧川壽希也社交媒體上發表歧視言論，而判罰其停賽4日。
- 5月16日 - 2016年夢幻錦標冠軍「Mi Suerte」退役[32]。同日，門別競馬場因濃霧取消第8場賽事。
- 5月18日 - 「Danon Regnum」勝出京都競馬場第5場賽事，「大震撼」子嗣達成第1900場頭馬，亦為第2匹達成此成就的賽駒，亦為最快的達成者[33]。
- 5月20日 - 騎師小林撒彌掛鞭，將會成為訓練助手。
- 5月21日 - 盛岡競馬場因大雪導致的跑道狀態惡化而取消第7、8及11場賽事[34]。
- 5月23日 - 2017年心宿二錦標冠軍「Molto Bene」轉籍地方。
- 5月25日 - 2014年京王盃兩歲錦標冠軍「Second Table」退役。
- 5月26日 - 及騎師松岡正海出戰京都競馬場第1場賽事，達成第11000場出賽，亦為第30位達成此數字的騎師[35]。
- 5月27日 - 隸屬浦和競馬場的騎師吉本隆記轉籍佐賀。同日，兩勝分級賽的「實搏活蹄」退役。同日，練馬師石坂正就賽駒復用消炎藥一事向日本中央競馬會提出上訴。
- 6月1日 - 騎師福永祐一出戰阪神競馬場第5場賽事，達成第17000場出賽，亦為第10位達成此數字的騎師[36]。
- 6月2日 - 騎師小牧太出戰阪神競馬場第7場賽事，達成第17000場出賽，亦為第31位達成此數字的騎師[37]。
- 6月4日 - 大井競馬場第4場賽事第3彎道出現事故，其中1匹賽駒內閃造成共計5匹賽駒落馬，騎師柏木健宏被馬匹踩中頭部失去意識需要即時送院治理，而丹内祐次及有年淳亦因受傷而被送往醫院。
- 6月11日 - 水澤競馬場第6場賽事中，第二名衝線的賽駒被發現於直路上對第四名衝線的賽駒做出噬咬的動作，最終賽會裁定此行為構成妨礙，將涉事賽駒貶至第四，同時亦以訓練不充份為理由判處其禁賽30日[38]。
- 6月13日 - 於2016年3月6日墮馬受傷的騎師岩永千明將於6月15日回歸戰線，為其時隔3年3個月的復出。
- 6月14日 - 因飼料添加物製作商於製作過程中不慎將禁藥可可碱混入其中，日本中央競馬會以未能確保賽駒未有攝取有關成份為由，將多達156匹將於明後兩天出賽的的賽駒排出於出賽名單外，而地方亦有25匹賽駒因同樣原因被排除。其後，日本中央競馬會表示為保證公平，牽涉在內的賽駒將會獲得8月11日前同等級賽事的優先出賽權。
- 6月17日 - 岐阜縣地方競馬組合因應2月至今的多宗賽駒逃走事件而暫停6月18至21日的賽事以進行自肅。
- 6月20日 - 騎師横川尚央掛鞭。
- 6月21日 - 練馬師山浦武退役。
- 6月24日 - 日本中央競馬會因應2025將為京都競馬場開幕第100週年，宣佈將於2020年2月至2024年3月對京都競馬場進行全面的裝修及翻新，屆時京都的賽事將會移師至其他地方舉行。
- 6月26日 - 騎師別府真衣暫時停止策騎。
- 6月28日 - 練馬師小久保智勝出大井競馬場第6場賽事，達成第1277場頭馬，打破南關東所屬練馬師頭馬記錄。
- 6月30日 - 正於瑞典進行遠征的騎師藤田菜七子勝出布魯園馬場女騎師世界盃第2戰，達成個人首場海外頭馬，其後其於第5戰亦成功勝出，更以最高積分封后。練馬師中竹和也派出「Breaking Dawn」勝出日經電台賞，成為第6位於中央10個競馬場均取得分級賽頭馬的練馬師。

### 7月-9月
- 7月5日 - 日本中央競馬會於東京都港區的總部內召開記者會，對6月時因飼料添加物中含有禁藥的事件一事承擔責任，同時亦發表調查報告，指出禁藥的出現為工廠於製作過程中不慎混入可可豆粉末於產品之中，導致產品含有可可鹼的成份。作為補償措施之一，日本中央競馬會將會支付相當於賽駒原定出賽賽事季軍的押金及出戰補助給予馬主。
- 7月12日 - 2017年新西蘭盃冠軍「祖山靚豆」轉籍地方。
- 7月13日 - 騎師勝浦正樹出戰函館競馬場第1場賽事，達成第14000場出賽，亦為第17為達成此數字的騎師[39]。同日，騎師熊澤重文出戰中京競馬場第4場賽事，達成第1500場跳欄賽出賽，亦為打第3位達成此數字的騎師[40]。
- 7月15日 - 2016年中京紀念冠軍「Garibaldi」退役。
- 7月21日 - 佐賀競馬場因大樹取消賽事。
- 7月25日 - 2017年夢幻錦標冠軍「Beluga」退役[41]。
- 7月26日 - 2015年制霸春秋跳欄賽的「Up to Date」退役[42]。
- 7月30日 - 殿堂馬「大震撼」因頸椎骨折，被施以安樂死。
- 7月31日 - 2017年打吡公爵挑戰盃冠軍「火聖杯」轉籍地方[43]。同日，騎師永島太郎及西川進也退役，均會成為練馬師[44]。
- 8月1日 - 日本中央競馬會宣佈進行於2020年在茨城縣境町內設置頂訂座制場外投注所「Excel茨城境」[45]。同日，2018年京都跳欄錦標冠軍「Tamamo Planet」退役。另外，光榮古活賽期於英國古活馬場舉行，出戰蘭秀錦標的「迪雅卓」取得冠軍，繼2000年「愛麗世界」勝出七月盃後，再有日本馬勝出英國一級賽。
- 8月3日 - 兩勝分級賽的「Asukano Roman」退役。同日，由於殿堂馬「大震撼」之死亡，日本中央競馬會決定將本日舉行的越後錦標、九州體育盃及札幌日經公開賽加上「大震撼追悼競走」的副標題。
- 8月4日 - 「飛雪駒」勝出獵豹錦標，成為首匹勝出中央分級賽的白毛馬。同日，由於殿堂馬「大震撼」之死亡，日本中央競馬會決定繼續將本日舉行的獵豹錦標、小倉紀念及UHB所呢基加上「大震撼追悼競走」的副標題。
- 8月5日 - 盛岡競馬場因惡劣天氣取消第12場賽事。
- 8月7日 - 兩勝分級賽的「小型艦」退役。
- 8月8日 - 2017年妖精錦標冠軍「Rising Reason」及本年度東京優駿（日本打吡）冠軍「名父巴魯」退役[46]。
- 8月13日 - 日本中央競馬會宣佈於本年度凱旋門大賽投注的封盤時間由開賽前4分鐘變更為開賽前2分鐘。
- 8月14日 - 園田競馬場因強颱風羅莎接近而取消[47]。
- 8月16日 - 日本中央競馬會因強颱風羅莎接近而取消晚間早盤投注[48]。
- 8月17日 - 騎師白濱雄造出戰小倉競馬場第4場賽事，達成第1000場跳欄賽出賽，亦為第14位達成此數字的騎師。同日，騎師蛯名正義因想專注於練馬師考試而暫時暫停策騎。另外，於澳洲學師中的騎師富田曉勝出旺加拉塔馬場的賽事，達成個人首場海外頭馬。
- 8月19日 - 騎師瀧川壽希及山頭信義掛鞭。
- 8月20日 - 1名隸屬水澤競馬場的31歲馬伕於網絡進行投注，被岩手縣警奧州警察署以涉嫌違反《競馬法》第29條拘捕。
- 8月21日 - 2016年全日本兩歲優駿冠軍「盈寶理惠」及兩勝二級賽的「Queen Mambo」退役。
- 8月24日 - 騎師的場文男出戰2019世界星級騎師大賽第一戰，以62歲11月18日之齡刷新中央出戰騎師最年長記錄[49]。
- 8月25日 - 本年度阪神大賞典亞軍「Kafuji Prince」因肌腱炎退役。同日，佐賀競馬場的「七寶」僅得一注獨中，1830萬6820萬的派彩打破記錄[50]。
- 8月28日 - 本年度京都跳欄賽冠軍「Shigeru Hinokuni」轉籍地方[51]。
- 8月29日 - 兩勝分級賽的「Glanzend」轉自地方[52]。
- 8月31日 - 騎師熊澤重文出戰小倉競馬第1場賽事，達成第15000場出賽，亦為第14位達成此數字的騎師[53]。
- 9月1日 - 小倉競馬場第6場賽事出現爆冷，「二重彩」的10255.7倍賠率打破小倉記錄。
- 9月7日 - 日本中央競馬會因強颱風法茜接近而取消中山競馬場的晚間早盤投注。
- 9月9日 - 場外投注所「f-keiba成田」及「f-keiba木更津」因強颱風法茜吹襲造成的停電而暫停營業。
- 9月11日 - 2017年札幌紀念冠軍「櫻花帝王」因右腳第三中手骨剝離性骨折而退役。
- 9月12日 - 2016年京成盃冠軍「Prophet」退役。同日，日本中央競馬會宣佈，雖然10月1日消費税税率將會上調至10%，但競馬場的入場費、指定席費用及其他設施的使用費亦不會增加[54]。
- 9月13日 - 同日，石川縣競馬組合召開聆訊，指出練馬師川添明弘馬房的馬伕曾於金澤競馬場內的投注所對其他地方競馬賽事進行投注，此行為違反《競馬法》第29條，最終川添因監管不力被判處停薪20日，而該馬伕則被革職[55]。
- 9月14日  - 三勝三級賽的「年輕力壯」退役。同日，騎師藤田菜七子勝出中山競馬場第1場賽事，達成年間第28場頭馬，刷新由自身保持的女騎師年間最多頭馬記錄。另外，「愛狂想曲」勝出野路菊錦標，「真心呼喚」子嗣達成第1000場頭馬，亦為第21匹達成此成就的種馬。
- 9月15日 - 兩勝三級賽的「Mikki Glory」退役。同日，位於北海道日高町的凡爾賽牧場出現破壞行為，牧場職員發現於牧場內休養的退役馬「大樹快車」及「玫瑰帝國」的毛髮被剪去一部份，同時向北海道警門別警察署備案。
- 9月13日 - 繼凡爾賽牧場後，位於北海道浦和町的浦河優駿度假村AERU亦發生退役馬被剪去毛髮的事情，受害馬為「勝利獎券」，而警方其後亦發現有關毛髮被放置於網絡二手交易平台Mercari上出售。
- 9月20日 - 退役馬被剪去毛髮的事件再度發生，北海道日高町的日西牧場職員發現於牧場內休養的退役馬「琵琶晨光」被剪去範圍約10厘米乘10厘米的毛髮。
- 9月23日 - 金澤競馬場因強風將第3場及以後的賽事推遲至9月25日舉行。同日，原定出戰日本電視盃的3匹笠松競馬場所屬馬因運馬車出現故障而被排除於出賽名單外[56]。
- 9月27日 - 2016年東京大賞典冠軍「天照肯州」退役[57]。
- 9月28日 - 「山茶花」勝出阪神競馬場第6場賽事，以338公斤刷新由自身保持的優勝馬最輕記錄[58]。
- 9月29日 - 練馬師友道康夫宣佈2017年日本盃冠軍、由其管理的「高尚駿逸」將於出戰日本盃及有馬紀念後退役[59]。

### 10月-12月
- 10月2日 - 2018年關東橡樹大賽冠軍「Harbin Mao」退役[60]。同日，騎師藤田菜七子策騎「活蹦雀躍」勝出東京盃，成為首位勝出分級賽的中央女騎師。
- 10月3日 - 本年度花仙錦標冠軍「勝券天女」因左前腳出現肌腱炎而退役。
- 10月5日 - 騎師蛯名正義出戰東京競馬場第5場賽事，達成第21000場出賽，亦為第2位達成此數字的騎師。同日，騎師岩田康誠出戰長岡京錦標，達成第13000場出賽，亦為第20位達成此數字的騎師。另外，騎師義英真於新潟競馬場第6場賽事中做磅失敗超重0.5公斤，賽後被判罰停賽30日。此外，騎師藤田菜七子勝出新潟競馬場第9場賽事，達成本日第4場頭馬，打破女騎師記錄。
- 10月6日 - 「野田賢君」勝出每日王冠，「大震撼」子嗣達成第2000場頭馬，亦為第2匹達成此成就的種馬，更為最快的達成者[61]。
- 10月10日 - 活躍於地方分級賽的「笑臉迎人」轉籍中央。同日，騎師蛯名正義於其自身的Twitter（今X）帳號上透露未能於練馬師初試中合格。另外，上述提到因做磅失敗被處罰的騎師義英真掛鞭[62]。
- 10月11日 - 東京競馬場因超強颱風海貝思吹襲將10月12及13日的賽事分別推遲至10月15及21日舉行。同日，眾多位於中部及關東地方的場外投注所因同樣原因暫停營業。另外，日本中央競馬亦以同樣原因取消京都競馬場的晚間早盤投注[63]。
- 10月12日 - 眾多位於中部及關東地方的場外投注繼續因同樣超強颱風海貝思吹襲暫停營業[64]。同日，日本中央競馬以同樣原因取消東京競馬場的晚間早盤投注[65]。
- 10月15日 - 騎師大野拓彌出戰東京競馬場第4場賽事，達成第10000場出賽，亦為第39位達成此數字的騎師。
- 10月16日 - 2017年川崎紀念冠軍「All Blush」轉籍地方，2016年朝日盃未來錦標冠軍「里見武神」退役[66]。
- 10月18日 - 2017年浦和紀念冠軍「Meiner Basara」轉籍地方[67]。
- 10月19日 - 考菲爾德盃於澳洲考菲爾德馬場舉行，出戰的「白朗冰川」取得冠軍。同日，盛岡競馬場因跑道狀態惡化而將第2場賽事轉至泥地跑道舉行[68]。
- 10月20日 - 東京競馬場第2場賽事結束後，練馬師戶田博文於過磅室內對騎師松若風馬進行踢擊，事後被罰款20萬日圓。同日，騎師武豐策騎「世界首映」勝出菊花賞，以50歲7個月6日之齡打破本賽事最年長勝出騎師記錄，同時亦成為首位於昭和、平成及令和時代均贏得一級賽的騎師。另外，「山茶花」出戰同一場賽事，以340公斤的體重打破分級賽出賽馬最輕記錄。此外，騎師李慕華勝出京都競馬場第3場賽事，達成出賽機會7連勝，追平武豐及莫雷拉的記錄。
- 10月23日 - 兩勝跳欄分級賽的「良才輩出」退役。
- 10月26日 - 「金驥氣息」勝出東京競馬場第1場賽事，「大震撼」子嗣連續第247週勝出賽事，打破「週日寧靜」的記錄[69]。同日，覺士盾於澳洲滿利谷馬場舉行，出戰的「雍容白荷」及「賢者」分別取得冠軍及第十一。
- 10月27日 - 2017年青葉賞冠軍「萬人欽佩」退役[70]。
- 10月29日 - 岩手縣競馬組合宣佈，因應8月20日1名馬伕違反《競馬法》被捕一事，以監管不力為由被判處所屬練馬師菅原右吉其停薪20日及罰款30萬日圓，而該名馬伕則被革職及禁止參與賽馬2年[71]。同日，兩勝三級賽的「神將巴魯」退役。
- 10月30日 - 兵庫縣競馬組合發表日程，宣佈2012年開始進行裝修工程而關閉近7年的姬路競馬場將於翌年1月15日重新舉辦賽事[72]。
- 10月31日 - 騎師上田健人及小島太一掛鞭，小島將會成為訓練助手[73]。
- 11月2日 - 2017年東京短途錦標冠軍「Kitasan Sajin」退役[74]。
- 11月4日 - 騎師武豐策騎「精緻印刷」勝出日本育馬場盃雌馬經典賽，成功勝出所有地方競馬的一級賽。同日，浦和競馬場的2萬9191入場人次及58億3151萬1430投注額均打破浦和記錄。
- 11月5日 - 三勝分級賽的「Kitasan Mikazuki」退役。
- 11月7日 - 練馬師田部和則及若松平退役。同日，2016年二月錦標冠軍「爵士藍調」退役。
- 11月8日 - 勝出多項地方分級賽的「Dear Maruko」退役。
- 11月15日 - 2016年北海道兩歲優駿冠軍「Epicharis」退役。
- 11月17日 - 岩手縣競馬組合表示，11月10日於盛岡競馬場出戰的1匹賽駒對禁藥出現陽性反應，取消賽駒資格之餘亦即時通報警方。
- 11月20日 - 2015年希望錦標冠軍「Hartley」、2014年日本泥地打吡冠軍「Kazenoko」及上年度日本育馬場盃雌馬經典賽冠軍「Ange Desir」退役[75][76][77]。
- 11月24日 - 帶廣競馬場因濃霧取消第4場及之後的賽事。
- 11月26日 - 岩手縣競馬組合因應近期禁藥頻生而採取全面檢測，最終發現隸屬櫻田浩樹馬房的2匹賽駒及隸屬橘友和馬房的4匹賽駒對禁藥呈現陽性反應。
- 11月28日 - 隸屬門別競馬場的騎師井上幹太轉籍園田。
- 11月29日 - 上年度月神錦標冠軍「玉容光耀」因肌腱炎退役[78]。
- 11月30日 - 騎師坂井英光掛鞭，將成為練馬師，練馬師尾瀨富雄退役。同日，騎師武豐於阪神競馬場取得3場頭馬，達成年間第104場頭馬，打破50歲或以上騎師年間最多頭馬記錄。另外，日本中央競馬會因應Instagram帳號上的貼文對來日客串的騎師戴圖理以「容易引起誤會為由」作出警告，事後查明為其秘書所發，因而未有作出停賽的處罰。
- 12月1日 - 騎師武豐出戰中京競馬場第9場賽事，達成第22000場次出賽，亦為首位達成此數字的騎師。同日，阪神競馬場第6場次賽事中，其中1匹參戰賽駒於早上退賽，但由於系統的延遲導致該賽駒有關的投注退款於1小時後才有結果，時候日本中央競馬會向馬迷道歉。
- 12月3日 - 騎師吉村智洋勝出園田競馬場第2場賽事，達成年間第297場頭馬，刷新由自身保持的兵庫所屬騎師年間最多頭馬記錄。同日，兵庫縣競馬組合宣佈，以園田及姬路兩競馬場現場評述員身份服務64年的吉田勝彥將於來年退休。
- 12月4日 - 岩手縣競馬組合宣佈，將於12月7日重新舉辦受禁藥風波而停辦的賽事，同時將嚴厲把關檢測程序，賽駒需要於賽前呈現陰性方可出賽。
- 12月5日 - 日本中央競馬會公佈練馬師複試的結果，共有8位練馬師合格，當中包含騎師四位洋文及馬房助理田中克典。相關牌照將於來年1月1日生效，但四位則申請押後至3月1日生效。
- 12月8日 - 騎師藤田菜七子策騎「活蹦雀躍」勝出亮星錦標，成為首位勝出中央分級賽的騎師。同日，騎師幸英明策騎「飽滿精神」出戰阪神兩歲牝馬錦標，達成第20000場出賽，亦為第4位達成此數字的騎師，更為最快的達成者。另外，香港國際賽事於香港沙田馬場舉行，出戰香港瓶的「耀滿瓶」、「旺紫丁」及「迪雅卓」分別取得冠軍、亞軍及殿軍，出戰香港短途錦標的「野田重擊」取得第八，出戰香港一哩錦標的「頌讚火星」、「樸素無華」、「波斯劍客」及「冠軍車手」分別取得冠軍、殿軍、第五及第七，出戰香港盃的「勝出光采」取得冠軍。
- 12月11日 - 日本中央競馬會因應騎師松岡正海於香港盃中因不小心策騎被判處停賽一事，判罰其停賽11日。
- 12月15日 - 騎師藤田菜七子勝出中京競馬場第6場賽事，達成第100場頭馬，亦為首位達成此成就的中央女騎師。
- 12月16日 - 「Hokusho Masaru」勝出帶廣競馬場第12賽事，達成第29連勝，追平「Dojima Fighter」的連勝記錄。
- 12月17日 - 2017年葉森盃冠軍「疾飛猛火」退役。
- 12月19日 - 本年度中山牝馬錦標冠軍「鎮守邊疆」退役。
- 12月21日 - 騎師赤岡修次勝出高知競馬場第3場賽事，達成年間第200場頭馬，追平佐佐木竹見連續13年達成年間200場或以上頭馬的記錄。
- 12月25日 - 本年度日本育馬場盃短途賽冠軍「Bulldog Boss」轉籍中央，兩勝一級賽的「金之霸」及2017年日本盃冠軍「高尚駿逸」退役。
- 12月26日 - 2015年櫻花賞冠軍「唐吉快跑」、2017年府中牝馬錦標冠軍「火星花」及兩勝分級賽的「輕柔流暢」退役。
- 12月27日 - 兩勝分級賽的「艾恩遺跡」、2017年NHK一哩賽冠軍「太空隕石」及2018年小倉夏季跳欄錦標冠軍「Yokagura」退役[79][80][81]。
- 12月28日 - 中山競馬場第2場賽事入場時，其中1匹賽駒將鞍上的騎師蛯名正義甩落，蛯名受傷下需要易配菅原明良，而該賽駒則最終被排除於出賽名單外，而此事件導致賽事延遲21分鐘舉行，為1998年6月29日福島競馬場第8場賽事延遲24分鐘以來，再度有賽事需要延遲至少20分鐘。同日，騎師杜滿萊宣佈於來年將會改以美浦競馬中心作為基地。
- 12月29日 - 東京大賞典投注額為56億627萬5800日圓，打破地方競馬單場賽事投注額記錄，而大井競馬場全日的92億5853萬8550日圓投注額亦打破地方競馬記錄。同日，「Memuro Bob Sapp」勝出輓馬打吡，為時隔18年的再有賽駒達成輓馬三冠。

## 各賽事結果

### 中央競馬・平地一級賽
| 賽事名                         | 賽事名                         | 賽事名                         | 優勝馬       | 性齡 | 騎師                  | 練馬師                | 所屬    |
| 月日                           | 馬場                           | 距離                           | 優勝馬       | 性齡 | 馬主                  | 馬主                  | 時間    |
| ------------------------------ | ------------------------------ | ------------------------------ | ------------ | ---- | --------------------- | --------------------- | ------- |
| 第36回二月錦標                 | 第36回二月錦標                 | 第36回二月錦標                 | 日輪之神     | 雄5  | 武豐                  | 野中賢二              | JRA栗東 |
| 2月17日                        | 東京競馬場                     | 泥1600米                       | 日輪之神     | 雄5  | 武田茂男              | 武田茂男              | 1:35.6  |
| 第49回高松宮紀念               | 第49回高松宮紀念               | 第49回高松宮紀念               | 曲調夫子     | 雄4  | 福永祐一              | 藤原英昭              | JRA栗東 |
| 3月24日                        | 中京競馬場                     | 草1200米                       | 曲調夫子     | 雄4  | Green Fields          | Green Fields          | 1:07.3  |
| 第63回大阪盃                   | 第63回大阪盃                   | 第63回大阪盃                   | 艾恩遺跡     | 雄5  | 北村友一              | 池江泰壽              | JRA栗東 |
| 3月31日                        | 阪神競馬場                     | 草2000米                       | 艾恩遺跡     | 雄5  | Sunday Racing Co Ltd  | Sunday Racing Co Ltd  | 2:01.0  |
| 第79回櫻花賞                   | 第79回櫻花賞                   | 第79回櫻花賞                   | 放聲歡呼     | 雌3  | 李慕華                | 藤澤和雄              | JRA美浦 |
| 4月7日                         | 阪神競馬場                     | 草1600米                       | 放聲歡呼     | 雌3  | Sunday Racing Co Ltd  | Sunday Racing Co Ltd  | 1:32.7  |
| 第79回皋月賞                   | 第79回皋月賞                   | 第79回皋月賞                   | 農神節慶     | 雄3  | 李慕華                | 角居勝彥              | JRA栗東 |
| 4月14日                        | 中山競馬場                     | 草2000米                       | 農神節慶     | 雄3  | Carrot Farm Co Ltd    | Carrot Farm Co Ltd    | 1:58.1  |
| 第159回春季天皇賞              | 第159回春季天皇賞              | 第159回春季天皇賞              | 氣自豪       | 雄4  | 李慕華                | 手塚貴久              | JRA美浦 |
| 4月28日                        | 京都競馬場                     | 草3200米                       | 氣自豪       | 雄4  | Sunday Racing Co Ltd  | Sunday Racing Co Ltd  | 3:15.0  |
| 第24回NHK一哩賽                | 第24回NHK一哩賽                | 第24回NHK一哩賽                | 頌讚火星     | 雄3  | 杜滿萊                | 友道康夫              | JRA栗東 |
| 5月5日                         | 東京競馬場                     | 草1600米                       | 頌讚火星     | 雄3  | 近藤利一              | 近藤利一              | 1:32.4  |
| 第14回維多利亞一哩賽           | 第14回維多利亞一哩賽           | 第14回維多利亞一哩賽           | 樸素無華     | 雌4  | 連達文                | 萩原清                | JRA美浦 |
| 5月12日                        | 東京競馬場                     | 草1600米                       | 樸素無華     | 雌4  | 池谷誠一              | 池谷誠一              | 1:30.5  |
| 第80回優駿牝馬（日本橡樹大賽） | 第80回優駿牝馬（日本橡樹大賽） | 第80回優駿牝馬（日本橡樹大賽） | 唯獨愛你     | 雌3  | 杜滿萊                | 矢作芳人              | JRA栗東 |
| 5月19日                        | 東京競馬場                     | 草2400米                       | 唯獨愛你     | 雌3  | DMM Dream Club Co Ltd | DMM Dream Club Co Ltd | 2:22.8  |
| 第86回東京優駿（日本打吡）     | 第86回東京優駿（日本打吡）     | 第86回東京優駿（日本打吡）     | 名父巴魯     | 雄3  | 濱中俊                | 角居勝彥              | JRA栗東 |
| 5月26日                        | 東京競馬場                     | 草2400米                       | 名父巴魯     | 雄3  | 猪熊廣次              | 猪熊廣次              | 2:22.6  |
| 第69回安田紀念                 | 第69回安田紀念                 | 第69回安田紀念                 | 冠軍車手     | 雄4  | 福永祐一              | 音無秀孝              | JRA栗東 |
| 6月2日                         | 東京競馬場                     | 草1600米                       | 冠軍車手     | 雄4  | Silk Racing Co Ltd    | Silk Racing Co Ltd    | 1:30.9  |
| 第60回寶塚紀念                 | 第60回寶塚紀念                 | 第60回寶塚紀念                 | 雍容白荷     | 雌5  | 連達文                | 矢作芳人              | JRA栗東 |
| 6月23日                        | 阪神競馬場                     | 草2200米                       | 雍容白荷     | 雌5  | Carrot Farm Co Ltd    | Carrot Farm Co Ltd    | 2:10.8  |
| 第53回短途馬錦標               | 第53回短途馬錦標               | 第53回短途馬錦標               | 倫敦塔       | 雄4  | 李慕華                | 藤澤和雄              | JRA美浦 |
| 9月29日                        | 中山競馬場                     | 草1200米                       | 倫敦塔       | 雄4  | 高多芬                | 高多芬                | 1:07.1  |
| 第24回秋華賞                   | 第24回秋華賞                   | 第24回秋華賞                   | 創世駒       | 雌3  | 北村友一              | 齊藤崇史              | JRA栗東 |
| 10月13日                       | 京都競馬場                     | 草2000米                       | 創世駒       | 雌3  | Sunday Racing Co Ltd  | Sunday Racing Co Ltd  | 1:59.9  |
| 第80回菊花賞                   | 第80回菊花賞                   | 第80回菊花賞                   | 世界首映     | 雄3  | 武豐                  | 友道康夫              | JRA栗東 |
| 10月20日                       | 京都競馬場                     | 草3000米                       | 世界首映     | 雄3  | 大塚亮一              | 大塚亮一              | 3:06.0  |
| 第160回秋季天皇賞              | 第160回秋季天皇賞              | 第160回秋季天皇賞              | 杏目         | 雌4  | 李慕華                | 國枝榮                | JRA美浦 |
| 10月27日                       | 東京競馬場                     | 草2000米                       | 杏目         | 雌4  | Silk Racing Co Ltd    | Silk Racing Co Ltd    | 1:56.2  |
| 第44回女皇伊利沙伯二世盃       | 第44回女皇伊利沙伯二世盃       | 第44回女皇伊利沙伯二世盃       | 旺紫丁       | 雌4  | 蘇銘倫                | 松永幹夫              | JRA栗東 |
| 11月10日                       | 京都競馬場                     | 草2200米                       | 旺紫丁       | 雌4  | Sunday Racing Co Ltd  | Sunday Racing Co Ltd  | 2:14.1  |
| 第36回一哩冠軍賽               | 第36回一哩冠軍賽               | 第36回一哩冠軍賽               | 冠軍車手     | 雄4  | 池添謙一              | 音無秀孝              | JRA栗東 |
| 11月17日                       | 京都競馬場                     | 草1600米                       | 冠軍車手     | 雄4  | Silk Racing Co Ltd    | Silk Racing Co Ltd    | 1:33.0  |
| 第39回日本盃                   | 第39回日本盃                   | 第39回日本盃                   | 文雅之士     | 雄5  | 莫艾誠                | 庄野靖志              | JRA栗東 |
| 11月24日                       | 東京競馬場                     | 草2400米                       | 文雅之士     | 雄5  | NICKS Co Ltd          | NICKS Co Ltd          | 2:25.9  |
| 第20回日本冠軍盃               | 第20回日本冠軍盃               | 第20回日本冠軍盃               | Chrysoberyle | 雄3  | 川田將雅              | 音無秀孝              | JRA栗東 |
| 12月1日                        | 中京競馬場                     | 泥1800米                       | Chrysoberyle | 雄3  | Carrot Farm Co Ltd    | Carrot Farm Co Ltd    | 1:48.5  |
| 第71回阪神兩歲牝馬錦標         | 第71回阪神兩歲牝馬錦標         | 第71回阪神兩歲牝馬錦標         | 拉丁城市     | 雌2  | 北村友一              | 松下武士              | JRA栗東 |
| 12月8日                        | 阪神競馬場                     | 草1600米                       | 拉丁城市     | 雌2  | Carrot Farm Co Ltd    | Carrot Farm Co Ltd    | 1:32.7  |
| 第71回朝日盃未來錦標           | 第71回朝日盃未來錦標           | 第71回朝日盃未來錦標           | 戰舞者       | 雄2  | 莫雅                  | 堀宣行                | JRA美浦 |
| 12月15日                       | 阪神競馬場                     | 草1600米                       | 戰舞者       | 雄2  | Silk Racing Co Ltd    | Silk Racing Co Ltd    | 1:33.0  |
| 第64回有馬紀念                 | 第64回有馬紀念                 | 第64回有馬紀念                 | 雍容白荷     | 雌5  | 連達文                | 矢作芳人              | JRA栗東 |
| 12月22日                       | 中山競馬場                     | 草2500米                       | 雍容白荷     | 雌5  | Carrot Farm Co Ltd    | Carrot Farm Co Ltd    | 2:30.5  |
| 第36回希望錦標                 | 第36回希望錦標                 | 第36回希望錦標                 | 鐵鳥翱天     | 雄2  | 福永祐一              | 矢作芳人              | JRA栗東 |
| 12月28日                       | 中山競馬場                     | 草2000米                       | 鐵鳥翱天     | 雄2  | 前田晉二              | 前田晉二              | 2:01.4  |

### 中央競馬・跳欄一級賽
| 賽事名             | 賽事名             | 賽事名             | 優勝馬          | 性齡 | 騎師          | 練馬師        | 所屬    |
| 月日               | 馬場               | 距離               | 優勝馬          | 性齡 | 馬主          | 馬主          | 時間    |
| ------------------ | ------------------ | ------------------ | --------------- | ---- | ------------- | ------------- | ------- |
| 第21回中山跳欄大賽 | 第21回中山跳欄大賽 | 第21回中山跳欄大賽 | 長山之馬        | 雄8  | 石神深一      | 和田正一郎    | JRA美浦 |
| 4月13日            | 中山競馬場         | 障4250米           | 長山之馬        | 雄8  | Chosan Co Ltd | Chosan Co Ltd | 4:47.6  |
| 第142回中山大障礙  | 第142回中山大障礙  | 第142回中山大障礙  | Shingun Michael | 閹5  | 金子光希      | 高市圭二      | JRA美浦 |
| 12月21日           | 中山競馬場         | 障4100米           | Shingun Michael | 閹5  | 伊坂重憲      | 伊坂重憲      | 4:38.9  |

### 地方競馬・一級賽
| 賽事名                      | 賽事名                      | 賽事名                      | 優勝馬        | 性齡 | 騎師               | 練馬師             | 所屬       |
| 月日                        | 馬場                        | 距離                        | 優勝馬        | 性齡 | 馬主               | 馬主               | 時間       |
| --------------------------- | --------------------------- | --------------------------- | ------------- | ---- | ------------------ | ------------------ | ---------- |
| 第68回川崎紀念              | 第68回川崎紀念              | 第68回川崎紀念              | Mistuba       | 雄7  | 和田龍二           | 加用正             | JRA栗東    |
| 1月30日                     | 川崎競馬場                  | 泥2100米                    | Mistuba       | 雄7  | 協榮               | 協榮               | 2:15.0     |
| 第31回柏市紀念              | 第31回柏市紀念              | 第31回柏市紀念              | 金色夢        | 雄6  | 李慕華             | 平田修             | JRA栗東    |
| 5月6日                      | 船橋競馬場                  | 泥1600米                    | 金色夢        | 雄6  | 吉田勝己           | 吉田勝己           | 1:40.2     |
| 第42回帝王賞                | 第42回帝王賞                | 第42回帝王賞                | Omega Perfume | 雄4  | 連達文             | 安田翔伍           | JRA栗東    |
| 6月26日                     | 大井競馬場                  | 泥2000米                    | Omega Perfume | 雄4  | 原禮子             | 原禮子             | 2:04.4     |
| 第21回日本泥地打吡          | 第21回日本泥地打吡          | 第21回日本泥地打吡          | Chrysoberyle  | 雄3  | 川田將雅           | 音無秀孝           | JRA栗東    |
| 7月10日                     | 大井競馬場                  | 泥2000米                    | Chrysoberyle  | 雄3  | Carrot Farm Co Ltd | Carrot Farm Co Ltd | 2:06.1     |
| 第32回一哩冠軍南部盃        | 第32回一哩冠軍南部盃        | 第32回一哩冠軍南部盃        | Sunrise Nova  | 雄5  | 吉原寛人           | 音無秀孝           | JRA栗東    |
| 10月14日                    | 盛岡競馬場                  | 泥1600米                    | Sunrise Nova  | 雄5  | 松岡隆雄           | 松岡隆雄           | 1:34.2     |
| 第9回日本育馬場盃雌馬經典賽 | 第9回日本育馬場盃雌馬經典賽 | 第9回日本育馬場盃雌馬經典賽 | 精緻印刷      | 雌5  | 武豐               | 長谷川浩大         | JRA栗東    |
| 11月4日                     | 浦和競馬場                  | 泥1400米                    | 精緻印刷      | 雌5  | 土井肇             | 土井肇             | 1:24.5     |
| 第19回日本育馬場盃短途賽    | 第19回日本育馬場盃短途賽    | 第19回日本育馬場盃短途賽    | Bulldog Boss  | 雄7  | 御神本訓史         | 小久保智           | 南關東浦和 |
| 11月4日                     | 浦和競馬場                  | 泥1400米                    | Bulldog Boss  | 雄7  | Him Rock Racing HD | Him Rock Racing HD | 1:24.9     |
| 第19回                      | 第19回                      | 第19回                      | 中和魔匠      | 雄4  | 川田將雅           | 大久保龍志         | JRA栗東    |
| 11月4日                     | 浦和競馬場                  | 泥2000米                    | 中和魔匠      | 雄4  | 中西忍             | 中西忍             | 2:06.1     |
| 第70回全日本兩歲優駿        | 第70回全日本兩歲優駿        | 第70回全日本兩歲優駿        | Vacation      | 雄2  | 吉原寛人           | 高月賢一           | 南關東川崎 |
| 12月18日                    | 川崎競馬場                  | 泥1600米                    | Vacation      | 雄2  | 大岸昌浩           | 大岸昌浩           | 1:41.9     |
| 第65回東京大賞典            | 第65回東京大賞典            | 第65回東京大賞典            | Omega Perfume | 雄4  | 杜滿萊             | 安田翔伍           | JRA栗東    |
| 12月29日                    | 大井競馬場                  | 泥2000米                    | Omega Perfume | 雄4  | 原禮子             | 原禮子             | 2:04.9     |

### 輓馬・一級賽
| 賽事名             | 賽事名             | 賽事名             | 優勝馬          | 性齢 | 騎手       | 調教師     | 所屬   |
| 月日               | 馬場               | 距離               | 優勝馬          | 性齢 | 馬主       | 馬主       | 時間   |
| ------------------ | ------------------ | ------------------ | --------------- | ---- | ---------- | ---------- | ------ |
| 第41回帶廣紀念     | 第41回帶廣紀念     | 第41回帶廣紀念     | Oreno Kokoro    | 雄9  | 鈴木惠介   | 槻館重人   | 帶廣   |
| 1月2日             | 帶廣競馬場         | 輓200米            | Oreno Kokoro    | 雄9  | 大森勝廣   | 大森勝廣   | 2:48.0 |
| 第12回天馬賞       | 第12回天馬賞       | 第12回天馬賞       | Mejiro Goriki   | 雄5  | 西謙一     | 松井浩文   | 帶廣   |
| 1月3日             | 帯廣競馬場         | 輓200米            | Mejiro Goriki   | 雄5  | 廣瀨豪     | 廣瀨豪     | 1:57.9 |
| 第29回英雌盃       | 第29回英雌盃       | 第29回英雌盃       | Taikin          | 雌6  | 菊池一樹   | 大橋和則   | 帶廣   |
| 2月3日             | 帯廣競馬場         | 輓200米            | Taikin          | 雌6  | 小倉たまき | 小倉たまき | 2:34.1 |
| 第50回Irene紀念    | 第50回Irene紀念    | 第50回Irene紀念    | Memuro Bob Sapp | 雄3  | 阿部武臣   | 坂本東一   | 帶廣   |
| 3月3日             | 帯廣競馬場         | 輓200米            | Memuro Bob Sapp | 雄3  | 竹澤一彦   | 竹澤一彦   | 1:58.8 |
| 第51回輓馬紀念     | 第51回輓馬紀念     | 第51回輓馬紀念     | Sengoku Ace     | 雄7  | 工藤篤     | 槻館重人   | 帶廣   |
| 3月24日            | 帶廣競馬場         | 輓200米            | Sengoku Ace     | 雄7  | 千石貞子   | 千石貞子   | 3:35.0 |
| 第30回輓馬大獎賽   | 第30回輓馬大獎賽   | 第30回輓馬大獎賽   | Koshu Haunkai   | 雄9  | 藤本匠     | 松井浩文   | 帶廣   |
| 8月12日            | 帶廣競馬場         | 輓200米            | Koshu Haunkai   | 雄9  | 秋田忍     | 秋田忍     | 2:10.7 |
| 第44回輓馬橡樹大賽 | 第44回輓馬橡樹大賽 | 第44回輓馬橡樹大賽 | Jay Cattleya    | 雌3  | 藤野俊一   | 平田義弘   | 帶廣   |
| 12月2日            | 帶廣競馬場         | 輓200米            | Jay Cattleya    | 雌3  | 小森唯永   | 小森唯永   | 1:57.6 |
| 第48回輓馬打吡     | 第48回輓馬打吡     | 第48回輓馬打吡     | Memuro Bob Sapp | 雄3  | 阿部武臣   | 坂本東一   | 帶廣   |
| 12月23日           | 帶廣競馬場         | 輓200米            | Memuro Bob Sapp | 雄3  | 竹澤一彥   | 竹澤一彥   | 1:50.2 |

### 海外勝利
| 賽事名             | 賽事名             | 賽事名             | 賽事名             | 優勝馬   | 性齡 | 騎師               | 練馬師             | 所屬    |
| 月日               | 國家/地區          | 馬場               | 距離               | 優勝馬   | 性齡 | 馬主               | 馬主               | 時間    |
| ------------------ | ------------------ | ------------------ | ------------------ | -------- | ---- | ------------------ | ------------------ | ------- |
| 第24屆杜拜草地大賽 | 第24屆杜拜草地大賽 | 第24屆杜拜草地大賽 | 第24屆杜拜草地大賽 | 杏目     | 雌4  | 李慕華             | 國枝榮             | JRA美浦 |
| 3月30日            | 阿聯酋             | 美丹馬場           | 草1800米           | 杏目     | 雌4  | Silk Racing Co Ltd | Silk Racing Co Ltd | 1:46.78 |
| 第45屆女皇盃       | 第45屆女皇盃       | 第45屆女皇盃       | 第45屆女皇盃       | 勝出光采 | 雄5  | 松岡正海           | 畠山吉宏           | JRA美浦 |
| 4月28日            | 香港               | 沙田馬場           | 草2000米           | 勝出光采 | 雄5  | Win Co Ltd         | Win Co Ltd         | 1:58.81 |
| 第170屆蘭秀錦標    | 第170屆蘭秀錦標    | 第170屆蘭秀錦標    | 第170屆蘭秀錦標    | 迪雅卓   | 雌5  | 莫艾誠             | 橋田滿             | JRA栗東 |
| 8月1日             | 英國               | 古活馬場           | 草9化朗197碼       | 迪雅卓   | 雌5  | 森田藤治           | 森田藤治           | 2:02.93 |
| 第142屆考菲爾德盃  | 第142屆考菲爾德盃  | 第142屆考菲爾德盃  | 第142屆考菲爾德盃  | 白朗冰川 | 雄4  | 連達文             | 清水久詞           | JRA栗東 |
| 10月19日           | 澳洲               | 考菲爾德馬場       | 草2400米           | 白朗冰川 | 雄4  | Carrot Farm Co Ltd | Carrot Farm Co Ltd | 2.30.16 |
| 第99屆覺士盾       | 第99屆覺士盾       | 第99屆覺士盾       | 第99屆覺士盾       | 雍容白荷 | 雌5  | 連達文             | 矢作芳人           | JRA栗東 |
| 10月19日           | 澳洲               | 滿利谷馬場         | 草2040米           | 雍容白荷 | 雌5  | Carrot Farm Co Ltd | Carrot Farm Co Ltd | 2:04.21 |
| 第26屆香港瓶       | 第26屆香港瓶       | 第26屆香港瓶       | 第26屆香港瓶       | 耀滿瓶   | 雄4  | 莫雷拉             | 尾關知人           | JRA美浦 |
| 12月8日            | 香港               | 沙田馬場           | 草2400米           | 耀滿瓶   | 雄4  | Silk Racing Co Ltd | Silk Racing Co Ltd | 2:24.77 |
| 第29屆香港一哩錦標 | 第29屆香港一哩錦標 | 第29屆香港一哩錦標 | 第29屆香港一哩錦標 | 頌讚火星 | 雄3  | 蘇銘倫             | 友道康夫           | JRA栗東 |
| 12月8日            | 香港               | 沙田馬場           | 草1600米           | 頌讚火星 | 雄3  | 近藤旬子           | 近藤旬子           | 1:33.25 |
| 第33屆香港盃       | 第33屆香港盃       | 第33屆香港盃       | 第33屆香港盃       | 勝出光采 | 雄5  | 松岡正海           | 畠山吉宏           | JRA美浦 |
| 12月8日            | 香港               | 沙田馬場           | 草2000米           | 勝出光采 | 雄5  | Win Co Ltd         | Win Co Ltd         | 2:00.62 |

### 騎師邀請賽
| 賽事名                       | 賽事名                       | 冠軍      | 所屬       |
| 月日                         | 馬場                         | 冠軍      | 所屬       |
| ---------------------------- | ---------------------------- | --------- | ---------- |
| 第33回全日本新人王爭霸戰     | 第33回全日本新人王爭霸戰     | 藤田凌    | 南關東大井 |
| 1月22日                      | 高知競馬場                   | 藤田凌    | 南關東大井 |
| 第17回佐佐木竹見盃騎師大獎賽 | 第17回佐佐木竹見盃騎師大獎賽 | 戶崎圭太  | JRA美浦    |
| 1月29日                      | 川崎競馬場                   | 戶崎圭太  | JRA美浦    |
| 2019地方競馬騎師冠軍賽外卡賽 | 2019地方競馬騎師冠軍賽外卡賽 | 真島大輔  | 南關東大井 |
| 5月20日                      | 佐賀競馬場                   | 赤岡修次  | 高知       |
| 2019地方競馬騎師冠軍賽       | 2019地方競馬騎師冠軍賽       | 吉村智洋  | 兵庫園田   |
| 6月2及6月20日                | 盛岡競馬場及園田競馬場       | 吉村智洋  | 兵庫園田   |
| 日本騎師盃2019               | 日本騎師盃2019               | Team WEST | 西日本     |
| 7月15日                      | 盛岡競馬場                   | Team WEST | 西日本     |
| 2019世界星級騎師大賽         | 2019世界星級騎師大賽         | 川田將雅  | JRA栗東    |
| 8月24及25日                  | 札幌競馬場                   | 川田將雅  | JRA栗東    |
| 2019世界星級騎師大賽隊伍賽   | 2019世界星級騎師大賽隊伍賽   | JRA選拔隊 | JRA        |
| 8月24及25日                  | 札幌競馬場                   | JRA選拔隊 | JRA        |
| 第28回黃金騎師盃             | 第28回黃金騎師盃             | 村上忍    | 岩手水澤   |
| 9月4日                       | 園田競馬場                   | 村上忍    | 岩手水澤   |
| 第10回UFOKK騎師競走          | 第10回UFOKK騎師競走          | 赤岡修次  | 高知       |
| 10月13日                     | 高知競馬場                   | 赤岡修次  | 高知       |
| 2019見習騎師系列賽           | 2019見習騎師系列賽           | 岩本怜    | 岩手水澤   |
| 全年舉行                     |                              | 岩本怜    | 岩手水澤   |

## 馬匹獎項

### JRA賞
- 馬：雍容白荷（雌5、栗東・矢作芳人馬房）
- 最佳2歲雄馬：鐵鳥翱天（雄2、栗東・矢作芳人馬房）
- 最佳2歲雌馬：拉丁城市（雌2、栗東・松下武士馬房）
- 最佳3歲雄馬：農神節慶（雄3、栗東・角居勝彥馬房）
- 最佳3歲雌馬：放聲歡呼（雌3、美浦・藤澤和雄馬房）
- 最佳4歲及以上雄馬：勝出光采（雄5、美浦・畠山吉宏馬房）
- 最佳4歲及以上雌馬：雍容白荷（雌5、栗東・矢作芳人馬房）
- 最佳短途馬：冠軍車手（雄4、栗東・音無秀孝馬房）
- 最佳泥地馬：Chrysoberyle（雄3、栗東・音無秀孝馬房）
- 最佳跳欄馬：Shingun Michael（閹5、美浦・高市圭二馬房）

### NAR大獎
- 馬王：Bulldog Boss（雄7、浦和・小久保智馬房）
- 最佳2歲雄馬：Vacation（雄2、川崎・高月賢一馬房）
- 最佳2歲雌馬：Coral Tsukki（雌2、門別・田中淳司馬房）
- 最佳3歲雄馬：Rinzo Channel（雄3、Tosen Garnet・堂山芳則馬房）
- 最佳3歲雌馬：Tosen Garnet（雌3、浦和・小久保智馬房）
- 最佳4歲及以上雄馬：Bulldog Boss（雄7、浦和・小久保智馬房）
- 最佳4歲及以上雌馬：Crazy Accel（雌4、大井・渡邊和雄馬房）
- 最佳短途馬：Bulldog Boss（雄7、浦和・小久保智馬房）
- 最佳草地馬：從缺
- 最佳輓馬：Sengoku Ace（雄7、帶廣・槻館重人馬房）
- 泥地分級賽特別賞：Omega Perfume（雄4、栗東・安田翔伍馬房）

## 人物獎項

### JRA賞
- 冠軍練馬師：安田隆行（栗東、64勝）
- 最高勝率練馬師：中內田充正（栗東、22.5%勝）
- 最高獎金練馬師：矢作芳人（栗東、22億1424萬8900日圓獎金）
- 優秀技術練馬師：中內田充正（栗東）
- 冠軍騎師：李慕華（栗東・自由身、164勝）
- 關東冠軍騎師：戶崎圭太（美浦・田島俊明馬房、104勝）
- 關西冠軍騎師：李慕華（栗東・自由身、164勝）
- 最高勝率騎師：川田將雅（栗東・自由身、26.0%勝）
- 最高獎金騎師：李慕華（栗東・自由身、47億5755萬6500日圓）
- 騎師大賞：從缺
- 最優價值騎師：李慕華（栗東・自由身、44點數）
- 冠軍跳欄賽騎師：森一馬（栗東・松永昌博馬房、15勝）
- 冠軍新人騎師：齋藤新（栗東・安田隆行馬房、42勝）

### NAR大獎
- 冠軍練馬師：打越勇兒（高知、202勝）
- 最高獎金練馬師：小久保智（浦和、7億993萬1000日圓獎金）
- 最高勝率練馬師：川西毅（名古屋、32.5%勝率）
- 殊勳練馬師獎：小久保智（浦和）
- 冠軍騎師：森泰斗（船橋・自由身、360勝）
- 最高獎金騎師：森泰斗（船橋・自由身、12億3850萬4500日圓冠軍）
- 最高勝率騎師：山口勲（佐賀・東真市馬房、31.8%勝率）
- 優秀新人騎師：岩本怜（水澤・三野宮通馬房）
- 優秀女性騎師：木之前葵（名古屋・錦見勇夫馬房）
- 最佳運動精神獎：森泰斗（船橋・自由身）
- 殊勳騎師獎：御神本訓史（大井・三坂盛雄馬房）、吉原寛人（金澤・加藤和義馬房）
- 特別賞：西川敏弘（高知・大關吉明馬房）、石崎隆之（船橋・自由身）

## 頭馬達成記錄

### 騎師
首勝
- 貝朗迪（中山、2月23日）
- 齋藤新（小倉、3月3日）
- 藤井勘一郎（阪神、3月9日）
- 龜田温心（中京、3月17日）
- 團野大成（阪神、3月17日）
- 岩田望來（阪神、3月30日）
- 東川慎（笠松、4月2日）
- 大塚海渡（中山、4月7日）
- 多田羅誠也（高知、4月13日）
- 兼子千央（金澤、4月14日）
- 小野楓馬（門別、4月18日）
- 菅原明良（福島、4月20日）
- 濱尚美（高知、4月20日）
- 妹尾將充（高知、4月20日）
- 大木天翔（大井、4月24日）
- 連達文（東京、4月28日）
- 福原杏（浦和、4月30日）
- 塚本涼人（盛岡、5月19日）
- 木本直（園田、6月12日）
- 阿部龍（函館、7月21日）※只計算中央頭馬
- 麥晴欣（札幌、8月25日）
- 金山昇馬（佐賀、10月5日）
- 關本玲花（盛岡、10月7日）
- 前野皓大（名古屋、11月1日）
- 中島良美（浦和、11月5日）
- 小林凌大（中山、12月15日）
- 岩本怜（中山、12月28日）※只計算中央頭馬
- 中越琉世（中山、12月28日）※只計算中央頭馬

100勝
- 荻野極（中京、1月27日）
- 笠野雄大（船橋、3月12日）
- 杉原誠人（福島、4月21日）
- 保園翔也（船橋、5月10日）
- 山口達彌（川崎、5月17日）
- 難波剛健（新潟、5月18日）
- 山本咲希到（門別、6月6日）
- 藤本現暉（川崎、6月13日）
- 木幡巧也（福島、7月21日）
- 加藤祥太（札幌、7月27日）
- 岩本怜（盛岡、8月12日）※只計算地方頭馬
- 落合玄太（門別、9月10日）
- 伊藤裕人（船橋、9月23日）
- 永井孝典（園田、10月16日）
- 石川駿介（大井、10月16日）
- 橫山武史（中京、12月14日）
- 坂井瑠星（阪神、12月14日）
- 武藤雅（中山、12月15日）

200勝
- 西谷誠（中京、1月27日）
- 栗原大河（金沢、7月2日）
- 森島貴之（笠松、7月4日）
- 井上幹太（門別、7月31日）
- 岡村健司（浦和、10月8日）
- 渡邊龍也（笠松、11月18日）
- 水野翔（笠松、12月31日）

300勝
- 張田昂（船橋、3月15日）
- 友森翔太郎（名古屋、3月28日）
- 大原浩司（笠松、7月4日）
- 菱田裕二（函館、7月14日）
- 丸山真一（名古屋、8月20日）
- 松戶政也（金澤、9月17日）
- 川島正太郎（船橋、9月24日）
- 澤田龍哉（船橋、10月31日）
- 加藤聰一（名古屋、11月14日）
- 松若風馬（中京、12月8日）
- 鴨宮祥行（園田、12月18日）

400勝
- 沖靜男（金澤、6月23日）
- 石川倭（門別、6月26日）
- 中島龍也（金澤、8月25日）
- 村上弘樹（名古屋、12月12日）

500勝
- 秋元耕成（浦和、1月7日）
- 大野拓彌（東京、1月27日）
- 瀧川壽希也（大井、3月19日）
- 阿部龍（門別、4月24日） ※僅計算地方頭馬
- 阪野學（門別、6月5日）
- 田知弘久（金澤、8月18日）
- 田中直人（佐賀、10月5日）
- 丸山元氣（福島、11月3日）
- 寺地誠一（園田、11月20日）

600勝
- 横井將人（名古屋、1月1日）
- 松山弘平（小倉、8月24日）
- 本田正重（船橋、9月24日）

700勝
- 三浦皇成（中山、3月9日）
- 葛山晃平（金澤、7月9日）
- 北村友一（阪神、9月16日）

800勝
- 田邊裕信（中山、1月13日）
- 堀場裕充（金澤、3月19日）
- 青柳正義（金澤、4月23日）
- 岩橋勇二（門別、7月9日）
- 宮下瞳（名古屋、9月4日）
- 笹川翼（大井、12月25日）

900勝
- 吉井友彦（笠松、6月7日）
- 町田直希（川崎、7月3日）
- 菅原俊吏（盛岡、7月28日）
- 勝浦正樹（福島、11月3日）
- 江田照男（中山、12月28日）
- 藤原幹生（笠松、12月30日）

1000勝
- 戶崎圭太（JRA福島、6月29日）
- 濱中俊（JRA小倉、8月17日）
- 杜滿萊（JRA中山、9月16日）

1100勝
- 藤田弘治（金沢、5月5日）
- 桑村真明（門別、6月25日）
- 柿原翔（名古屋、7月24日）
- 筒井勇介（笠松、10月11日）
- 李慕華（京都、11月10日）

1200勝
- 內田博幸（東京、6月1日）

1300勝
- 山崎誠士（川崎、2月25日）
- 矢野貴之（大井、4月12日）
- 川田將雅（阪神、6月9日）
- 平瀨城久（金澤、9月15日）

1400勝
- 繁田健一（浦和、5月30日）
- 幸英明（阪神、12月15日）

1500勝
- 工藤篤（帶廣、2月10日）
- 米倉知（金澤、4月3日）
- 大山真吾（園田、10月25日）

1600勝
- 佐藤友則（笠松、9月13日）
- 岩田康誠（阪神、12月14日）

1700勝
- 大畑雅章（名古屋、5月6日）

1800勝
- 吉村智洋（園田、7月19日）

1900勝
- 井上俊彦（門別、7月10日）
- 酒井忍（川崎、10月22日）

2000勝
- 左海誠二（浦和、8月20日）

2100勝
- 真島大輔（大井、4月23日）
- 宮崎光行（門別、10月24日）

2200勝
- 五十嵐冬樹（門別、6月12日）
- 福永祐一（阪神、6月22日）

2300勝
- 吉原寛人（川崎、2月26日）
- 御神本訓史（大井、10月1日）

2500勝
- 丸野勝虎（名古屋、4月9日）
- 今野忠成（川崎、10月21日）
- 兒島真二（佐賀、11月3日）

2600勝
- 森泰斗（大井、7月10日）

2700勝
- 下原理（園田、5月17日）

2800勝
- 戶部尚實（名古屋、9月20日）

3000勝
- 西川敏弘（高知、3月28日）

3500勝
- 向山牧（笠松、11月21日）

3700勝
- 岡部誠（名古屋、6月28日）

4000勝
- 田中學（園田、12月3日）

4100勝
- 武豐（JRA阪神、9月16日）

4500勝
- 山口勲（佐賀、6月22日）

7200勝
- 的場文男（川崎、1月4日）

### 練馬師
首勝
- 林幻（船橋、2月20日）
- 石坂公一（小倉、3月2日）
- 上村洋行（中京、3月9日）
- 坂口智康（阪神、3月17日）
- 長谷川浩大（福島、4月6日）
- 稻垣幸雄（福島、4月20日）
- 深山雅史（東京、5月4日）
- 吉井龍一（大井、5月20日）
- 櫻井拓章（門別、5月29日）
- 加藤士津八（阪神、6月22日）
- 新井健兒（浦和、9月10日）

100勝
- 山田信大（船橋、1月17日）
- 武井亮（中山、3月10日）
- 山口龍一（門別、4月23日）
- 高橋文雅（東京、5月18日）
- 池添學（函館、6月23日）
- 西村真幸（中京、6月30日）
- 山下貴之（船橋、7月15日）
- 田中剛（福島、7月20日）
- 花本正三（笠松、8月12日）
- 高橋清顯（大井、9月20日）
- 川添明弘（金澤、9月29日）
- 小國博行（門別、10月30日）
- 濱田多實雄（中京、12月7日）

200勝
- 山中尊德（船橋、1月17日）
- 嶋田幸晴（大井、1月24日）
- 高野友和（小倉、2月17日）
- 笹田和秀（阪神、3月3日）
- 木村哲也（中山、4月7日）
- 伊藤滋規（船橋、5月8日）
- 國信滿（門別、6月25日）
- 矢野英一（函館、6月30日）
- 小笠倫弘（札幌、8月25日）
- 齊藤正弘（門別、10月1日）
- 茂崎正善（園田、11月20日）
- 中內田充正（JRA阪神、12月21日）

300勝
- 河內洋（中山、1月14日）
- 宗形竹見（大井、2月4日）
- 米田英世（大井、3月20日）
- 橋本和馬（大井、5月23日）
- 畠山吉宏（福島、7月6日）
- 森下淳平（川崎、8月6日）
- 鹿戶雄一（新潟、8月17日）
- 平山真希（浦和、11月28日）
- 松浦裕之（大井、12月2日）
- 松永昌博（中京、12月15日）

400勝
- 相澤郁（中山、2月24日）
- 堀千亞樹（大井、4月9日）
- 佐久間雅貴（門別、9月10日）
- 坂本昇（船橋、9月25日）
- 堀井雅廣（中山、9月29日）
- 伊藤圭三（新潟、10月5日）
- 久保田貴士（福島、11月3日）
- 昆貢（東京、11月23日）
- 尾島徹（笠松、12月2日）
- 宮徹（中京、12月15日）
- 河津裕昭（川崎、12月17日）
- 田邊陽一（川崎、12月20日）
- 加藤和宏（金澤、12月24日）

500勝
- 加藤征弘（中山、1月14日）
- 友道康夫（京都、4月21日）
- 米川昇（門別、6月5日）
- 鮫島一步（中京、6月29日）
- 川島正一（船橋、8月7日）
- 手塚貴久（札幌、8月17日）
- 田村康仁（中山、9月8日）
- 中川雅之（金澤、9月15日）
- 山越光（川崎、10月20日）
- 荒卷透（名古屋、12月11日）

600勝
- 今津博之（名古屋、1月4日）
- 宮本仁（名古屋、1月16日）
- 檜森邦夫（門別、6月19日）
- 新井清重（船橋、7月14日）
- 矢作芳人（福島、7月21日）
- 淺見秀一（札幌、7月27日）
- 松田國英（新潟、9月1日）
- 村上正和（門別、9月10日）
- 萩原清（東京、10月6日）
- 荒山勝德（大井、10月17日）

700勝
- 角居勝彥（阪神、3月17日）
- 山崎尋美（川崎、4月4日）
- 笹野博司（笠松、6月6日）
- 橋田滿（函館、6月23日）
- 藤原英昭（中京、7月6日）
- 後藤正義（笠松、9月27日）
- 阪本一榮（大井、12月27日）

800勝
- 音無秀孝（阪神、3月23日）
- 藤崎一人（名古屋、9月17日）
- 黑木豐（金澤、11月18日）
- 安田隆行（JRA阪神、12月1日）

900勝
- 加藤幸保（笠松、4月3日）
- 田中敏和（名古屋、6月11日）
- 高月賢一（船橋、9月25日）
- 矢野義幸（船橋、9月25日）

1000勝
- 井上孝彥（笠松、4月24日）
- 土井道隆（佐賀、5月6日）
- 原口次夫（名古屋、5月16日）
- 打越勇兒（高知、6月15日）
- 今井茂雅（帶廣、7月27日）
- 金田勇（帶廣、10月6日）
- 米川伸也（門別、10月29日）
- 林豐（帶廣、11月11日）

1100勝
- 田中淳司（門別、8月6日）
- 高橋俊之（金澤、10月20日）

1200勝
- 内田勝義（川崎、10月25日）

1300勝
- 角川秀樹（門別、7月30日）
- 田中正二（門別、8月7日）
- 塚田隆男（名古屋、8月9日）
- 小久保智（浦和、8月19日）

1400勝
- 伊藤和（盛岡、7月28日）
- 竹下直人（名古屋、11月26日）

1600勝
- 川西毅（名古屋、9月18日）

1700勝
- 瀨戶口悟（名古屋、12月12日）

2000勝
- 別府真司（高知、4月13日）
- 真島元德（佐賀、12月22日）

2200勝
- 川嶋弘吉（笠松、2月21日）
- 錦見勇夫（名古屋、9月19日）
- 金田一昌（金澤、11月19日）

3400勝
- 角田輝也（名古屋、10月4日）

## 誕生

### 馬匹
本年誕生的馬匹為2022年經典世代
- 1月7日 - 銀元流通
- 1月15日 - 爍亮麗
- 1月17日 - Valle de la Luna、飛砂駒
- 1月18日 - 艷玫華彩[82]
- 1月26日 - 莊嚴詠歌
- 1月27日 - 絕技[83]
- 1月29日 - Vibraphone
- 1月30日 - 神威大顯
- 2月3日 - 紅顏好命
- 2月4日 - 原生藝術
- 2月5日 - 飛迅神王、輕風飛
- 2月7日 - 野田猛鯨、Ater Astraea
- 2月10日 - 紫爍爍、利森名園
- 2月11日 - 天空神
- 2月15日 - 快勁主帥
- 2月17日 - 赤夢
- 2月20日 - 按令行事、摩天獵戶
- 2月21日 - 地神力
- 2月22日 - 野田赤蠍[84]
- 2月23日 - 狂又驁
- 2月25日 - 地標圖形[85]、名劍
- 2月26日 - 文藝影院
- 2月27日 - 星映天下[86]
- 2月28日 - 天驚地動
- 3月2日 - 匯兩川[87]、畫出浪漫
- 3月5日 - Speedy Kick
- 3月7日 - 秀逸小島[88]
- 3月12日 - 加市冠冕
- 3月14日 - 點滴耀彩
- 3月18日 - Peisha Es
- 3月21日 - Dry Stout
- 3月22日 - 里見夢境
- 3月23日 - 春秋分[89]、喜運英豪
- 3月24日 - Circle of Life、駿天石
- 3月29日 - 消暑樂祭[90]
- 3月30日 - 奈村佳盈
- 3月31日 - 美肌后
- 4月1日 - 一勝再勝[91]
- 4月3日 - 草如茵
- 4月4日 - King's Sword
- 4月5日 - 大海女神[92]
- 4月7日 - Sunrise Hawk
- 4月8日 - 魔神星雲
- 4月9日 - Yamanin Salvum
- 4月12日 - 駿天宮[93]、Selberg
- 4月15日 - 花海爭榮
- 4月16日 - Notturno、神聖高山
- 4月17日 - 輕而鬆
- 4月18日 - 燦然一新[94]
- 4月21日 - 跨國世遺
- 4月22日 - 摩天威獅、Walzer Schall、Super Bantam
- 4月25日 - Presage Lift、竹園飛劍
- 4月26日 - Namura Lycoris
- 4月28日 - 北島名花
- 4月29日 - Grand Bridge、美岸景色、S'il Te Plait
- 5月1日 - Ice Giant、濠城
- 5月4日 - 冠威[95]、混和成一、Ecoro Duel
- 5月7日 - 勝局在望[96]
- 5月8日 - 出奇致勝
- 5月10日 - 響號
- 5月11日 - Blitz Fang
- 5月15日 - Feengrotten
- 5月27日 - 水蝶舞

## 死亡

### 馬匹
- 2月1日 - Sakura Speed O
- 2月2日 - 欽點
- 2月3日 - Legacy Crest
- 2月5日 - Makoto Sparviero[
- 2月7日 - 狄杜斯
- 3月4日 - Sakura Candle
- 3月19日 - 帝皇光輝
- 4月1日 - 伏特加
- 4月15日 - 菱亞馬遜、Shinko Ruby
- 4月16日 - 皇中王
- 4月17日 - 意式甜釀
- 4月19日 - Omega Heartland
- 4月26日 - Gokai
- 4月28日 - Kanesa Black
- 5月1日 - 多利得
- 5月2日 - Iron Tailor
- 5月18日 - Mother Tosho
- 5月23日 - 曠世情仇
- 5月26日 - 寶冠頌
- 6月3日 - 御用律師
- 6月11日 - 微光飛駒
- 7月3日 - 喜氣洋溢
- 7月21日 - Godspeed
- 7月30日 - 大震撼
- 8月3日 - Namura Kokuo、Charlotte
- 8月5日 - 娛樂場
- 8月9日 - 夏威夷王
- 8月29日 - Win Mut
- 9月12日 - Chokai Carol
- 11月3日 - 摩耶重炮
- 11月14日 - Grail
- 11月21日 - 飛箭
- 11月24日 - 奇想家
- 12月17日 - 絲綢創富
- 12月18日 - K.T.Tiger

### 人物
- 3月7日 - 雜賀秀介（前騎師、練馬師）
- 4月25日 - 和田孝弘（象徵牧場負責人）
- 5月7日 - 毛利喜昭（冠名為「モンテ」之馬主）
- 5月20日 - 鈴木長次（練馬師）
- 7月24日 - 原良馬（賽馬評論家）
- 10月16日 - 福島幸三郎（前練馬師）
- 11月17日 - 近藤利一（冠名為「アドマイヤ」之馬主）
- 12月18日 - 北村卓士（前騎師、練馬師福永祐一之舅父）
- 12月26日 - 臼田浩義（東京馬主協會前顧問、「特別週」之馬主）